# The Screen Behind the Mirror
The Screen Behind the Mirror je četvrti studijski album muzičkog projekta Enigma, koju je predvodio rumunski muzičar i producent Mihaj Krecu. 

## Opis
Neki kritičari smatraju The Screen Behind the Mirror kao najzreliji i sveobuhvatan album Enigme, koristeći elemente svih prethodnih albuma. Osnova mu je muzička tema Carmina Burana poznatog kompozitora Karla Orfa, korišćena je u četiri različite pesme. Takođe tradicionalni japanski instrumenti, crkvena zvona i crkvene orgulje su sastavni deo u pesmama. Dizajn ovog albuma je uradio Johan Zambriski koji godinama sarađuje sa Enigmom. Na USA Billboard Top 200 zauzeo je 33 mesto, a izdata su dva singla: „Gravity of Love“ i „Push the Limits“. 

## Pesme
1. „The Gate“ – 2:03
2. „Push the Limits“ – 6:27
3. „Gravity of Love“ – 4:01
4. „Smell of Desire“ – 4:55
5. „Modern Crusaders“ – 3:51
6. „Traces (Light and Weight)“ – 4:13
7. „The Screen Behind the Mirror“ – 3:59
8. „Endless Quest“ – 3:07
9. „Camera Obscura“ – 1:39
10. „Between Mind & Heart“ – 4:09
11. „Silence Must Be Heard“ – 5:20

## Spoljašnje veze
- MichaelCretu.com